# Дмитрові острови
Дмитрові острови — 15 (п'ятнадцать) невеликих островів на Дніпрі, що були розташовані нижче Кізлева та Ткачева островів, та вище Ненаситецького порогу.
З Дмитрових островів були відомі: Солоней, Ракови, Бібліє, Кверко, Жидівський, Майстрів.
Всі вони скупчились безпосередньо перед Ненаситецьким порогом.
Усі складені з піску та каменю та всі вкриті лозою. 

## Жидівський острів
Жидівський острів названий так через те, що на ньому ховали тих євреїв, які, пливучи по Дніпру, іноді гинули коло Ненаситецького порогу.

## Майстровий острів
Майстрів острів здобув собі назву через те, що на ньому колись жили майстри, які майстрували з розбитих у порозі плотів добрі рибальські човни. 

### Скарб Майстрового острову
На Майстровому острові колись знайшли скарб золотих монет — декілька сотень штук. Частина їх була VII сторіччя — візантійського імператора Іраклія, частина XI сторіччя — імператора Костянтина Луки. Всі вони, як кажуть, були складені у великому глиняному з гострим дном посуді, й їх забрали тоді до Петербургу.
З приводу цього відомий російський історик Дмитро Іловайський робить таке зауваження: «Чи не було на цьому острові якогось розбійного притулища, в якому ховали здобич у пограбованих приїжджаючих, або у тих, які мали аварію на Дніпрі. Або чи не було тут якого святилища, куди мандрівники клали свої жертви задля вдалого переїзду через пороги».